# Somalia ai Giochi della XXXI Olimpiade
La Somalia ha partecipato ai Giochi della XXXI Olimpiade, che si sono svolti a Rio de Janeiro, in Brasile, dal 5 al 21 agosto 2016. Gli atleti della delegazione sono stati 2, 1 uomo e 1 donna, entrambi impegnati nell'atletica leggera.
Portabandiera alla cerimonia di apertura è stato il mezzofondista Mohamed Daud Mohamed.
Si è trattato della nona partecipazione di questo paese ai Giochi. Così come nelle precedenti edizioni, non sono state conquistate medaglie.

## Atletica leggera
| Q | Qualificato al turno successivo per la posizione in qualificazione                                                           |
| q | Qualificato per il turno successivo per ripescaggio o, negli eventi su campo, conquistando la misura minima per qualificarsi |

### Maschile
Eventi su pista e strada
| Atleta               | Evento       | Batteria  | Batteria  | Semifinale | Semifinale | Finale          | Finale          |
| Atleta               | Evento       | Risultato | Posizione | Risultato  | Posizione  | Risultato       | Posizione       |
| -------------------- | ------------ | --------- | --------- | ---------- | ---------- | --------------- | --------------- |
| Mohamed Daud Mohamed | 5000 m piani | 14'57"84  | 24º       | N.D.       | N.D.       | non qualificato | non qualificato |

### Femminile
Eventi su pista e strada
| Atleta          | Evento      | Batteria  | Batteria  | Semifinale      | Semifinale      | Finale          | Finale          |
| Atleta          | Evento      | Risultato | Posizione | Risultato       | Posizione       | Risultato       | Posizione       |
| --------------- | ----------- | --------- | --------- | --------------- | --------------- | --------------- | --------------- |
| Maryan Nuh Muse | 400 m piani | 1'10"14   | 8ª        | non qualificata | non qualificata | non qualificata | non qualificata |